# Орден «23 августа»
Орден «23 августа» — государственная награда СРР.

## История
Орден «23 августа» был учрежден декретом № 398 от 3 июня 1959 года в качестве награды за заслуги в Августовском восстании 1944 года.
Позже орденом награждались военные и гражданские лица, румыны и иностранцы за заслуги в области науки или политики, за военный инструктаж, организацию и управление, за храбрость в борьбе, а также за заслуги перед рабочим классом.
Награждение осуществлялось по распоряжению Государственного Совета.

## Степени
У ордена пять степеней:
- Первая степень — орденский знак в виде золотой нагрудной звезды украшенной бриллиантами (фианитами), носят на левой стороне груди.
- Вторая степень — орденский знак в виде золотой нагрудной звезды, носят на левой стороне груди.
- Третья степень — орденский знак из позолоченной бронзы на нагрудной колодке на левой стороне груди.
- Четвертая степень — орденский знак из посеребренной бронзы на нагрудной колодке на левой стороне груди.
- Пятая степень — орденский знак из бронзы носят на нагрудной колодке на левой стороне груди.

При награждении орденом вручалась денежная премия:
- 1 степень — 3000 лей + предоставлялось четыре дня дополнительного оплаченного отпуска;
- 2 степень — 2500 лей + предоставлялось три дня дополнительного оплаченного отпуска;
- 3 степень — 1500 лей + предоставлялось два дня дополнительного оплаченного отпуска;
- 4 степень — 1000 лей;
- 5 степень — 500 лей.

Известны случае, когда при вручении ордена главам иностранных государств наградной комплект включал в себя знак меньшего размера на широкой чрезплечной ленте, звезду ордена на левой стороне груди.

## Описание
Орден изготавливался из золота для первых двух степеней и бронзы для остальных.
Знак ордена — десятиконечная звезда (две пятиконечные звезды, наложенные друг на друга), лучи которой формируются из пучков по пять прямоугольных разновеликих лучика, расположенных пирамидально (в ордене 1 степени центральные лучики инкрустированы бриллиантами). Штралы, между лучей, в виде трёх заострённых двугранных лучиков. В центре звезды круглый медальон в виде венка из дубовых листьев. В медальоне изображение государственного герба в цветных эмалях (в орденах 1 и 2 степени медальон имеет внутреннюю кайму инкрустированную бриллиантами).
Реверс знака по центру несёт надпись: «23 / AUGUST».
В орденский комплект входили миниатюра ордена и орденская планка.
Орденские планки
|         |         |         |         |         |
| 1 класс | 2 класс | 3 класс | 4 класс | 5 класс |